# Nekrolog 2. Quartal 1906
Nekrolog
◄◄
| ◄
| 1902
| 1903
| 1904
| 1905
| 1906 | 1907 | 1908 | 1909 | 1910 | ► | ►►
1. Quartal |
2. Quartal |
3. Quartal |
4. Quartal 1906
Weitere Ereignisse | Allgemeiner Nekrolog 1906
Die Beschreibung der verstorbenen Person sollte so kurz wie möglich gehalten sein und nur deren signifikante Tätigkeit(en) enthalten.
Neue Namen ggf. auch unter dem Geburts- und Sterbedatum, also etwa unter 1. Januar und im Geburts- und Sterbejahr (2024) eintragen (nur bei entsprechender großer Wichtigkeit). Für Beispiele siehe die schon vorhandenen Artikel.
Außerdem über die fünf zuletzt Verstorbenen, zu denen es einen ausreichend guten Artikel für eine Präsentation auf der Hauptseite gibt, nach der todesbedingten Überarbeitung der Artikel ggf. auch unter Wikipedia Diskussion:Hauptseite informieren und sie am besten auch in den anderen Wikipedia-Sprachversionen eintragen. Tipp: Regelmäßig bei news.google.de nach „ist tot“, „gestorben“ oder „verstorben“ suchen.
Wenn eine Person gestorben ist, gibt es viele Seiten zu dieser Person in der Wikipedia, die davon auch betroffen sind und entsprechend aktualisiert werden müssen. Beispiele: Namenübersichtsseite, Geburtsjahr, Geburtsort-Seiten und viele mehr.
Wie finde ich die betroffenen Seiten?
Im Suchfeld auf der linken Seite gibt man den Suchbegriff so ein: „Vorname Nachname“. Dann klickt man auf Volltext und alle Seiten mit entsprechendem Suchtext werden aufgerufen. Hier sieht man dann schnell, wo auch das Todesjahr Sinn macht oder sogar ein Teil des Artikels angepasst werden muss. Auch hilft das „Werkzeug“ auf der linken Seite sehr gut, um solche Seiten aufzufinden: „Links auf diese Seite“. Somit ist die Wikipedia wieder aktuell in allen Bereichen! Hinweis: bei Eintragung der Kategorie „Gestorben JAHR“ wird der Missbrauchsfilter 49 ausgelöst, was jedoch nicht schlimm ist. Siehe: Spezial:Missbrauchsfilter/49
Dies ist eine Liste von im zweiten Quartal 1906 verstorbenen bekannten Persönlichkeiten. Die Einträge erfolgen innerhalb der einzelnen Daten alphabetisch sortiert. Tiere sind im Nekrolog für Tiere zu finden.

## April
| Tag       | Name                                          | Beruf, bekannt als                                                                          | Alter | Beleg |
| --------- | --------------------------------------------- | ------------------------------------------------------------------------------------------- | ----- | ----- |
| 1. April  | Francisco Inácio de Carvalho Moreira          | brasilianischer Diplomat                                                                    | 90    |       |
| 1. April  | Kosta Lewanowitsch Chetagurow                 | ossetischer Schriftsteller                                                                  | 46    |       |
| 1. April  | Léon Fairmaire                                | französischer Entomologe                                                                    | 85    |       |
| 1. April  | Johannes Grunow                               | deutscher Buchhändler                                                                       | 60    |       |
| 1. April  | Johannes Steen                                | norwegischer Ministerpräsident                                                              | 78    |       |
| 1. April  | John Wheeler                                  | US-amerikanischer Politiker                                                                 | 83    |       |
| 2. April  | Friedrich Franceschini                        | österreichischer Maler                                                                      | 60    |       |
| 2. April  | Ludwig Nieper                                 | deutscher Maler und Holzschneider, Direktor der Kunstakademie und der Gewerbeschule Leipzig | 79    |       |
| 2. April  | Alfred Thieme                                 | deutscher Industrieller, Generalkonsul und Kunstsammler                                     | 75    |       |
| 3. April  | Gustav Bauer                                  | deutscher Mathematiker und Hochschullehrer                                                  | 85    |       |
| 3. April  | Robert Henze                                  | deutscher Bildhauer                                                                         | 78    |       |
| 3. April  | Emil Wolpmann                                 | deutscher Kaufmann und Senator in Lübeck                                                    | 57    |       |
| 4. April  | Eduard Ausfeld                                | deutscher Archivar und Historiker                                                           | 55    |       |
| 4. April  | Julius Hartranft                              | deutscher Pädagoge und Politiker                                                            | 61    |       |
| 4. April  | Louise von Dänemark                           | dänische Prinzessin                                                                         | 31    |       |
| 4. April  | John Manners, 7. Duke of Rutland              | britischer Politiker                                                                        | 87    |       |
| 4. April  | Wilhelm zu Schaumburg-Lippe                   | deutscher Adeliger, Prinz aus dem Hause Schaumburg-Lippe                                    | 71    |       |
| 5. April  | Hugo Berks                                    | österreichischer Politiker                                                                  | 65    |       |
| 5. April  | Eastman Johnson                               | US-amerikanischer Maler                                                                     | 81    |       |
| 5. April  | Heinrich Meister                              | deutscher Gewerkschafter und Politiker (SPD), MdR                                           | 63    |       |
| 5. April  | Konstantin Dmitrijewitsch Perski              | russischer Physiker und Ingenieur                                                           | 51    |       |
| 5. April  | Anton Walz                                    | österreichischer Politiker                                                                  | 65    |       |
| 6. April  | Friedrich Hultsch                             | deutscher Klassischer Philologe und Mathematikhistoriker                                    | 72    |       |
| 6. April  | Alexander Lange Kielland                      | norwegischer Autor                                                                          | 57    |       |
| 6. April  | Fedele Lampertico                             | italienischer Nationalökonom                                                                | 72    |       |
| 7. April  | Bernhard Baurschmidt                          | deutscher Regierungsbeamter und Politiker, MdR                                              | 66    |       |
| 7. April  | Thomas Johnson                                | US-amerikanischer Politiker                                                                 | 93    |       |
| 7. April  | Heinrich Müller                               | deutscher Reichsgerichtsrat                                                                 | 71    |       |
| 7. April  | Henry W. Seymour                              | US-amerikanischer Politiker                                                                 | 71    |       |
| 10. April | Christian Barthelmess                         | deutsch-amerikanischer Soldat und Fotograf                                                  | 51    |       |
| 10. April | Adye Douglas                                  | australischer Politiker, Premierminister von Tasmanien                                      | 90    |       |
| 10. April | Georgi Apollonowitsch Gapon                   | russischer Pope                                                                             | 36    |       |
| 10. April | Hayashi Tadamasa                              | japanischer Kunsthändler                                                                    | 52    |       |
| 10. April | Nathaniel Shaler                              | US-amerikanischer Geologe und Paläontologe                                                  | 65    |       |
| 11. April | Francis Pharcellus Church                     | US-amerikanischer Journalist                                                                | 67    |       |
| 11. April | Ludwig Kleinwächter                           | österreichischer Geburtshelfer und Gynäkologe                                               | 66    |       |
| 11. April | Joseph Vockner                                | österreichischer Komponist                                                                  | 64    |       |
| 12. April | Ludwig Kelber                                 | deutscher Pfarrer und Schriftsteller                                                        | 81    |       |
| 12. April | Christine Schmutz                             | deutsche Mennonitin, die templerische Ansichten vertrat                                     | 67    |       |
| 12. April | Robert Thorburn                               | kanadischer Unternehmer und Premierminister der Kronkolonie Neufundland                     | 70    |       |
| 13. April | Richard Garnett                               | englischer Dichter und Schriftsteller                                                       | 71    |       |
| 13. April | Walter Frank Raphael Weldon                   | britischer Zoologe und Biometriker                                                          | 46    |       |
| 14. April | Giuseppe Callegari                            | Bischof von Padua und Kardinal der römisch-katholischen Kirche                              | 64    |       |
| 14. April | Carl Ernst                                    | deutscher Theaterschauspieler                                                               |       |       |
| 14. April | Max von Müller                                | deutscher Jurist                                                                            | 64    |       |
| 14. April | Felix Pino von Friedenthal                    | österreichischer Beamter und Politiker                                                      | 80    |       |
| 14. April | Pieter Willem Sebes                           | niederländischer Genre- und Porträtmaler                                                    | 78    |       |
| 15. April | Heinrich Berolzheimer                         | Fürther Unternehmer                                                                         | 69    |       |
| 15. April | Carl Eduard Conrad                            | siebenbürgisch-deutscher Politiker                                                          | 75    |       |
| 16. April | William Farrer                                | australischer Agrarwissenschaftler und Weizenzüchter                                        | 61    |       |
| 17. April | Louis Stoetzer                                | preußischer General der Infanterie, Gouverneur der Festung Metz                             | 63    |       |
| 18. April | Claude-Désiré Barodet                         | französischer Politiker und Staatsmann                                                      | 82    |       |
| 19. April | Pierre Curie                                  | französischer Physiker und Nobelpreisträger                                                 | 46    |       |
| 19. April | James D. Dewell                               | US-amerikanischer Politiker                                                                 | 68    |       |
| 19. April | Hermann Gollner                               | deutscher Emailmaler, Porzellanmaler, Maler und Hochschullehrer                             | 75    |       |
| 19. April | Spencer Gore                                  | englischer Tennis- und Cricketspieler, erster Wimbledon-Sieger                              | 56    |       |
| 19. April | Lotte Hattemer                                | deutsche Lehrerin und eine Mitbegründerin des Monte Verità in Ascona                        | 29    |       |
| 19. April | Daniel Huntington                             | amerikanischer Maler                                                                        | 89    |       |
| 19. April | Fritz Sturm                                   | deutscher Landschafts- und Marinemaler                                                      | 71    |       |
| 20. April | Günther Leopold von Schwarzburg-Sondershausen | Prinz von Schwarzburg-Sondershausen, preußischer Offizier, zuletzt General der Kavallerie   | 73    |       |
| 20. April | Gyula Verhovay                                | Journalist und Politiker                                                                    |       |       |
| 21. April | Madeline Daniell                              | schottisch-britische Lehrerin, Frauenrechtlerin und Bildungsaktivistin                      | 73    |       |
| 21. April | Guillaume-Marie-Joseph Labouré                | französischer Geistlicher, Bischof und Kardinal                                             | 64    |       |
| 21. April | Émile-David Turrian                           | Schweizer Zeichner, Maler und Karikaturist                                                  | 36    |       |
| 22. April | Waldemar von Blanckensee                      | preußischer Generalmajor                                                                    | 78    |       |
| 22. April | Eugène Murer                                  | französischer Konditor, Schriftsteller, Maler und Sammler                                   | 64    |       |
| 22. April | Alfred Oberländer                             | österreichischer Sänger (Tenor)                                                             | 48    |       |
| 23. April | Leopold Arnsperger                            | deutscher Mediziner und Politiker, MdR                                                      | 71    |       |
| 23. April | Franz Buchenau                                | deutscher Lehrer und Botaniker                                                              | 75    |       |
| 23. April | Friedrich Düsterdieck                         | deutscher protestantischer Theologe                                                         | 83    |       |
| 23. April | Heinrich Petersen-Angeln                      | deutscher Maler                                                                             | 56    |       |
| 23. April | Adolf von der Planitz                         | sächsischer Generalmajor                                                                    | 64    |       |
| 24. April | Wilhelm Bogler                                | deutscher Architekt                                                                         | 80    |       |
| 24. April | Hermann Fricke                                | deutscher Baumeister                                                                        | 54    |       |
| 24. April | Georges Montefiore-Levi                       | britisch-belgischer Ingenieur, Metallurg, Unternehmer, Philanthrop und Mäzen                | 74    |       |
| 24. April | Paul Müller                                   | deutscher Bildhauer                                                                         | 63    |       |
| 24. April | Carl Walter                                   | deutscher Architekt                                                                         | 71    |       |
| 25. April | Carl Fürstner                                 | deutscher Psychiater und Neurologe                                                          | 57    |       |
| 25. April | John Knowles Paine                            | US-amerikanischer Organist und Komponist                                                    | 67    |       |
| 27. April | August von Brandt                             | deutscher Kommunalpolitiker                                                                 | 71    |       |
| 27. April | Paul Pacher von Theinburg                     | österreichischer Industrieller und Politiker                                                | 73    |       |
| 28. April | Hermann von Budde                             | preußischer Minister der öffentlichen Arbeiten                                              | 54    |       |
| 29. April | Ernst Hundt der Ältere                        | deutscher evangelischer Geistlicher                                                         | 73    |       |
| 30. April | James E. Boyd                                 | US-amerikanischer Politiker                                                                 | 71    |       |
| 30. April | Johan George Gleichman                        | niederländischer Politiker                                                                  | 71    |       |
| 30. April | Daniel Kotz                                   | österreichischer Postmeister, Hotelier und Politiker, Landtagsabgeordneter                  | 53    |       |
| 30. April | Johann Albert Möllinger                       | Landtagsabgeordneter Großherzogtum Hessen                                                   | 82    |       |
| 30. April | Wilhelm Polstorff                             | deutscher Gymnasiallehrer, Publizist und Satiriker                                          | 62    |       |
| 30. April | Arnold Rikli                                  | Schweizer Naturarzt                                                                         | 83    |       |
|           | August Kessler                                | deutscher Landschaftsmaler der Düsseldorfer Schule                                          | 79    |       |
|           | Victor Warot                                  | belgischer Opernsänger                                                                      | 71    |       |

## Mai
| Tag     | Name                                 | Beruf, bekannt als                                                                                                 | Alter | Beleg |
| ------- | ------------------------------------ | --- | ----- | ----- |
| 1. Mai  | James L. Howard                      | US-amerikanischer Politiker                                                                                        | 88    |       |
| 1. Mai  | Israel Cook Russell                  | US-amerikanischer Geologe                                                                                          | 53    |       |
| 2. Mai  | Hermann Althof                       | deutscher Germanist, Lehrer und Kunstsammler                                                                       | 51    |       |
| 2. Mai  | Carlos Calvo                         | argentinischer Publizist und Historiker                                                                            | 82    |       |
| 2. Mai  | Heinrich VII. Reuß zu Köstritz       | deutscher Diplomat                                                                                                 | 80    |       |
| 2. Mai  | Casparus Johannes Rinkel             | alt-katholischer Bischof von Haarlem                                                                               | 80    |       |
| 3. Mai  | Johannes Rollfuß                     | deutscher Politiker                                                                                                |       |       |
| 4. Mai  | Oscar Eisengarten                    | deutscher Schriftsetzer                                                                                            | 48    |       |
| 4. Mai  | Eugène Renevier                      | Schweizer Geologe und Paläontologe                                                                                 | 75    |       |
| 4. Mai  | F. Albert Schwartz                   | deutscher Fotograf                                                                                                 | 70    |       |
| 6. Mai  | Carl Boysen                          | deutscher Schlachthofdirektor                                                                                      | 66    |       |
| 6. Mai  | Ferdinand Lindner                    | deutscher Maler und Illustrator                                                                                    | 63    |       |
| 7. Mai  | Albert Baur                          | deutscher Maler | 70    |       |
| 7. Mai  | Gustáv Beksics                       | ungarischer Publizist und Politiker                                                                                | 59    |       |
| 9. Mai  | Oscar von Gebhardt                   | deutscher evangelischer Theologe und Bibliothekar                                                                  | 61    |       |
| 9. Mai  | Fritz Stavenhagen                    | deutscher Dramatiker und Erzähler                                                                                  | 29    |       |
| 9. Mai  | Charles Wels                         | US-amerikanischer Komponist                                                                                        | 80    |       |
| 10. Mai | Hashim Jalilul Alam Aqamaddin        | bruneiischer Sultan                                                                                                |       |       |
| 10. Mai | Raban Spiegel von und zu Peckelsheim | westfälischer Rittergutsbesitzer, Verwaltungsbeamter und Parlamentarier                                            | 64    |       |
| 10. Mai | Heinrich Witzenmann                  | deutscher Erfinder                                                                                                 | 77    |       |
| 11. Mai | Gottardo Aldighieri                  | italienischer Opernsänger (Bariton)                                                                                | 82    |       |
| 11. Mai | Albert Kalthoff                      | protestantischer Reformtheologe, Philosoph und Mitbegründer und der erste Vorsitzende des Deutschen Monistenbundes | 56    |       |
| 11. Mai | William Rockefeller Sr.              | US-amerikanischer Händler und Hausierer                                                                            | 95    |       |
| 11. Mai | Heinrich Sulzer-Steiner              | Schweizer Ingenieur und Maschinenfabrikant                                                                         | 69    |       |
| 12. Mai | Karl Ludwig Fugger von Babenhausen   | deutscher Adeliger und Reichsrat                                                                                   | 77    |       |
| 12. Mai | Franz Lotz                           | deutscher Regierungsrat und Politiker, MdR                                                                         | 84    |       |
| 12. Mai | Maria Anna von Anhalt-Dessau         | Prinzessin und drittes Kind von Herzog Leopold Friedrich von Anhalt-Dessau                                         | 68    |       |
| 12. Mai | Allan Martin                         | schottischer Fußballspieler                                                                                        | ?     |       |
| 13. Mai | Adolf von Zedlitz und Leipe          | preußischer Generalleutnant                                                                                        | 80    |       |
| 14. Mai | Heinrich Graf von Coudenhove-Kalergi | österreichischer Diplomat                                                                                          | 46    |       |
| 14. Mai | Leonhard Haas                        | Schweizer Geistlicher, Bischof von Basel                                                                           | 72    |       |
| 14. Mai | Karl von Hillinger                   | österreichischer Landwirt und Politiker, Landtagsabgeordneter                                                      | 77    |       |
| 14. Mai | Richard Petri                        | sächsischer Staatsanwalt und Parlamentarier                                                                        | 83    |       |
| 14. Mai | Carl Schurz                          | deutsch-amerikanischer Revolutionär, General und Staatsmann                                                        | 77    |       |
| 15. Mai | James Blyth                          | schottischer Pionier auf dem Gebiet der Stromerzeugung durch Windkraft                                             | 68    |       |
| 15. Mai | Lina Fuhr                            | deutsche Schauspielerin                                                                                            | 77    |       |
| 17. Mai | Wilhelm Wernher                      | Landtagsabgeordneter Großherzogtum Hessen                                                                          | 79    |       |
| 18. Mai | Eugen Drippe                         | deutscher Bildhauer                                                                                                | 33    |       |
| 18. Mai | Gaston Frommel                       | französisch-schweizerischer evangelischer Geistlicher und Hochschullehrer                                          | 43    |       |
| 19. Mai | Ignacio Altamira                     | mexikanischer Botschafter                                                                                          |       |       |
| 19. Mai | Gabriel Dumont                       | Führer der Métis in Kanada                                                                                         | 68    |       |
| 19. Mai | Josef Inwald                         | österreichischer Unternehmer                                                                                       | 69    |       |
| 20. Mai | Claire von Glümer                    | deutsche Schriftstellerin und Übersetzerin                                                                         | 80    |       |
| 20. Mai | Peter Kempny                         | österreichischer Arzt und Entomologe                                                                               | 44    |       |
| 20. Mai | Carl Robert Osten-Sacken             | russischer Diplomat und Entomologe                                                                                 | 77    |       |
| 21. Mai | James Lofthouse                      | britischer Apotheker, Chemiker, Chirurg und Zahnarzt                                                               |       |       |
| 21. Mai | Friedrich Schneeberger               | Schweizer Gesangslehrer, Musikverleger und Komponist                                                               | 63    |       |
| 21. Mai | Otto Rudolf Vitzthum von Eckstädt    | deutscher Verwaltungs- und Hofbeamter                                                                              | 74    |       |
| 22. Mai | Josef Hahn                           | deutscher Landschaftsmaler                                                                                         | 66    |       |
| 22. Mai | Ludwig zu Reventlow                  | deutscher Jurist, Gutsbesitzer und Politiker, MdR                                                                  | 41    |       |
| 22. Mai | József Thury                         | ungarischer Sprachwissenschaftler und Turkologe                                                                    | 44    |       |
| 23. Mai | Henrik Ibsen                         | norwegischer Schriftsteller und Dramatiker                                                                         | 78    |       |
| 24. Mai | William Constantine Culbertson       | US-amerikanischer Politiker                                                                                        | 80    |       |
| 24. Mai | Albert Grühn                         | deutschbaltischer evangelischer Theologe und Märtyrer                                                              | 47    |       |
| 24. Mai | Rudolf Hagemann                      | deutscher Jurist                                                                                                   |       |       |
| 24. Mai | Heinrich Reimann                     | deutscher Musikwissenschaftler                                                                                     | 56    |       |
| 25. Mai | Ludwig Tischler                      | österreichischer Architekt                                                                                         | 65    |       |
| 26. Mai | Carl Berg                            | deutscher Unternehmer und Luftschiffbauer                                                                          | 55    |       |
| 26. Mai | Christoph Friedrich Hegelmaier       | deutscher Botaniker                                                                                                | 72    |       |
| 26. Mai | Laurenz Heinrich Hetjens             | deutscher Kunstsammler                                                                                             | 75    |       |
| 26. Mai | Friedrich Maurer                     | deutscher Kunstmaler                                                                                               | 94    |       |
| 27. Mai | Ladislav Rott                        | tschechischer Unternehmer                                                                                          | 54    |       |
| 27. Mai | Erich Zweigert                       | deutscher Jurist und Politiker, Bürgermeister von Essen                                                            | 57    |       |
| 28. Mai | Hermann Evers                        | deutscher Jurist und Politiker (Zentrum), MdR                                                                      | 80    |       |
| 28. Mai | Rudolf Knietsch                      | deutscher Chemiker                                                                                                 | 51    |       |
| 29. Mai | Heinrich Bruppacher                  | Schweizer Altphilologe, Germanist und Volkskundler                                                                 | 61    |       |
| 29. Mai | Ira E. Rider                         | US-amerikanischer Jurist und Politiker                                                                             | 37    |       |
| 30. Mai | Michael Davitt                       | irischer Politiker und Aktivist für Landreformen und soziale Gerechtigkeit                                         | 60    |       |
| 30. Mai | Enrique el Mellizo                   | spanischer Flamenco-Sänger                                                                                         | 57    |       |
| 30. Mai | William Hurlstone                    | englischer Komponist                                                                                               | 30    |       |
| 30. Mai | Frank Henry Shapleigh                | US-amerikanischer Maler                                                                                            | 64    |       |
| 31. Mai | Herman Schell                        | deutscher katholischer Theologe und Philosoph                                                                      | 56    |       |
|         | Adolf Leichum                        | deutscher Genremaler, Lithograph und Kunstlehrer                                                                   |       |       |

## Juni
| Tag      | Name                                      | Beruf, bekannt als                                                                          | Alter | Beleg |
| -------- | ----------------------------------------- | ------------------------------------------------------------------------------------------- | ----- | ----- |
| 1. Juni  | Robert Adams junior                       | US-amerikanischer Politiker                                                                 | 57    |       |
| 1. Juni  | Georg Huth                                | deutscher Mongolist, Sinologe, Indologe und Tibetologe                                      | 39    |       |
| 1. Juni  | Daniel N. Lockwood                        | US-amerikanischer Politiker                                                                 | 62    |       |
| 1. Juni  | Georg von Perbandt                        | preußischer General der Infanterie                                                          | 60    |       |
| 1. Juni  | Theodor Poleck                            | deutscher Chemiker und Pharmazeut; Hochschullehrer und Rektor in Breslau                    | 84    |       |
| 1. Juni  | Wilhelm Steinhauer                        | deutscher Landwirt und Politiker (FVg), MdR                                                 | 63    |       |
| 2. Juni  | Ludwig Brackebusch                        | deutscher Geologe, Mineraloge und Paläontologe                                              | 57    |       |
| 3. Juni  | Gustav Braunmüller                        | österreichischer Kaufmann und Dialektdichter                                                | 56    |       |
| 3. Juni  | Otto Heine                                | deutscher Philologe                                                                         | 74    |       |
| 3. Juni  | John Maxwell                              | US-amerikanischer Golfspieler                                                               | 34    |       |
| 3. Juni  | Charles Tillot                            | französischer Maler, Kunstkritiker, Fotograf und Kunstsammler                               | 81    |       |
| 4. Juni  | Arthur Pue Gorman                         | US-amerikanischer Politiker                                                                 | 67    |       |
| 4. Juni  | John C. New                               | US-amerikanischer Jurist, Bankier, Verleger und Politiker                                   | 74    |       |
| 4. Juni  | Francis William Webb                      | britischer Eisenbahningenieur                                                               | 70    |       |
| 5. Juni  | Herbert Baldwin Foster                    | US-amerikanischer Klassischer Philologe                                                     | 31    |       |
| 5. Juni  | Eduard von Hartmann                       | deutscher Philosoph                                                                         | 64    |       |
| 5. Juni  | Eduard Nitschmann                         | preußischer Offizier                                                                        | 70    |       |
| 5. Juni  | Minna Reichelt                            | deutsche Diakonissin, Lehrerin und Journalistin                                             | 64    |       |
| 7. Juni  | Adolf Ledebur                             | deutscher Metallurge                                                                        | 69    |       |
| 8. Juni  | Sophie Gräfin von Brockdorff              | deutsche Theosophin                                                                         | 58    |       |
| 8. Juni  | Johnny Campbell                           | schottischer Fußballspieler                                                                 | 37    |       |
| 8. Juni  | Frederick S. Coolidge                     | US-amerikanischer Politiker                                                                 | 64    |       |
| 8. Juni  | Christian Horneman                        | dänischer Komponist                                                                         | 65    |       |
| 8. Juni  | Hermann Andreas Reimer                    | deutscher Arzt                                                                              | 81    |       |
| 9. Juni  | Constanz Berneker                         | deutscher Organist, Komponist und Musikkritiker                                             | 61    |       |
| 10. Juni | Carl von Behr                             | deutscher Rittergutsbesitzer und Verwaltungsjurist, MdR                                     | 70    |       |
| 10. Juni | Jules Folly                               | Schweizer Ingenieur und Oberst, Leiter der Abteilung für Festungsbau im Bundesamt für Genie | 60    |       |
| 10. Juni | Richard Seddon                            | 15. Premierminister von Neuseeland                                                          | 60    |       |
| 10. Juni | Heinrich Voigt                            | deutscher Orgelbauer                                                                        | 60    |       |
| 11. Juni | Auguste d’Anethan                         | belgischer Diplomat                                                                         | 77    |       |
| 11. Juni | John Bernard Delany                       | US-amerikanischer Geistlicher, Bischof von Manchester                                       | 41    |       |
| 11. Juni | Oscar Fiedler                             | deutscher Theaterschauspieler, Opernsänger (Bariton), Opernregisseur und Theaterleiter      | 58    |       |
| 11. Juni | Heinrich Hart                             | deutscher Autor, Literatur- und Theaterkritiker                                             | 50    |       |
| 11. Juni | Hector-Louis Langevin                     | kanadischer Rechtsanwalt, Verleger und Politiker                                            | 79    |       |
| 11. Juni | Alexander Colwell White                   | US-amerikanischer Politiker                                                                 | 72    |       |
| 12. Juni | Adolph Witzel                             | deutscher Zahnmediziner und Hochschullehrer                                                 | 58    |       |
| 13. Juni | Hadj Mohammed Mesfewi                     | marokkanischer Serienmörder                                                                 |       |       |
| 13. Juni | Edward Millard                            | baptistischer Geistlicher, Direktor der österreichischen Bibelgesellschaft                  | 83    |       |
| 14. Juni | Philipp Heidenheim                        | deutscher Rabbiner                                                                          | 92    |       |
| 14. Juni | Johann Andreas Herrenburg                 | deutscher Maler                                                                             | 82    |       |
| 14. Juni | Georges Rayet                             | französischer Astronom                                                                      | 66    |       |
| 14. Juni | Robert Roosevelt                          | US-amerikanischer Jurist und Politiker                                                      | 76    |       |
| 16. Juni | Carl Hummel                               | deutscher Maler                                                                             | 84    |       |
| 16. Juni | Rufus E. Lester                           | US-amerikanischer Politiker                                                                 | 68    |       |
| 16. Juni | Alfred Stenzel                            | deutscher Marineoffizier                                                                    | 73    |       |
| 17. Juni | Pjotr Alexejewitsch Besobrasow            | russischer Admiral                                                                          | 61    |       |
| 17. Juni | Bernhard Fischer                          | böhmischer Rabbiner und Publizist                                                           | 85    |       |
| 17. Juni | Harry Nelson Pillsbury                    | US-amerikanischer Schachspieler                                                             | 33    |       |
| 18. Juni | Maurizio Conti                            | Schweizer Architekt                                                                         | 71    |       |
| 18. Juni | Wenzel Lustkandl                          | österreichischer Politiker und Jurist                                                       | 74    |       |
| 18. Juni | John M. Pattison                          | US-amerikanischer Politiker                                                                 | 59    |       |
| 18. Juni | Hennie Raché                              | deutsche Schriftstellerin                                                                   | 29    |       |
| 19. Juni | Alvin Evans                               | US-amerikanischer Politiker                                                                 | 60    |       |
| 20. Juni | Ludwig Karl Flügge                        | mecklenburgischer Jurist                                                                    | 86    |       |
| 20. Juni | Max Gustav Neiße                          | Senatspräsident des Reichsgericht                                                           | 66    |       |
| 20. Juni | Ernst Schultz                             | dänischer Sprinter                                                                          | 27    |       |
| 22. Juni | Carl Fischer                              | deutscher Arbeiter                                                                          | 65    |       |
| 22. Juni | Ernst Hirschberg                          | deutscher Statistiker                                                                       | 47    |       |
| 22. Juni | Fritz Schaudinn                           | deutscher Zoologe und Immunologe, Entdecker des Syphilis-Erregers                           | 34    |       |
| 22. Juni | Franz Thöne                               | deutscher Genre- und Porträtmaler                                                           | 55    |       |
| 22. Juni | Julius Wilbrand                           | deutscher Chemiker und Entdecker des TNT                                                    | 66    |       |
| 23. Juni | George Cabell                             | US-amerikanischer Politiker                                                                 | 70    |       |
| 23. Juni | Juan Manuel Sánchez y Gutiérrez de Castro | spanischer Politiker                                                                        | 55    |       |
| 25. Juni | Stanford White                            | US-amerikanischer Architekt                                                                 | 52    |       |
| 27. Juni | Pierre-Marie Osouf                        | französischer Missionar und römisch-katholischer Bischof                                    | 77    |       |
| 29. Juni | Tom Emmett                                | englischer Cricketspieler                                                                   | 64    |       |
| 29. Juni | Simon Pollard Hughes                      | US-amerikanischer Politiker, Gouverneur von Arkansas                                        | 76    |       |
| 29. Juni | Hermann Kropatscheck                      | deutscher Publizist und Politiker, MdR                                                      | 59    |       |
| 29. Juni | Curt Mündel                               | deutscher Buchhändler und Volkskundler                                                      | 53    |       |
| 29. Juni | Albert Sorel                              | französischer Schriftsteller und Historiker                                                 | 63    |       |
| 30. Juni | Theodor Blätterbauer                      | deutscher Maler und Grafiker                                                                | 82    |       |
| 30. Juni | Carl Lautenschläger                       | deutscher Bühnentechniker                                                                   | 63    |       |
| 30. Juni | Jean Lorrain                              | französischer Schriftsteller und Dichter des Symbolismus                                    | 50    |       |
| 30. Juni | Henriette Mankiewicz                      | Kunststickerin                                                                              | 53    |       |